# Iron Sky: The Coming Race
Iron Sky: The Coming Race ist eine Science-Fiction-Komödie des finnischen Regisseurs Timo Vuorensola. Es ist die Fortsetzung des ersten Teils Iron Sky (2012). Finanziert wurde der Film wie der Vorgänger hauptsächlich durch Crowdfunding. Die Inspiration zu diesem Film bildet wiederum die Verschwörungstheorie von einer Vril-Gesellschaft. In Deutschland sollte der Film erstmals am 15. Februar 2018 im Rahmen der Berlinale gezeigt werden. Nach mehreren Verschiebungen seit 2016 fand die Premiere letztlich am 16. Januar 2019 in Finnland statt.

## Vorgeschichte
Der Film knüpft an die Handlung des ersten Teils an, als die Nazis vom Mond eine Invasion der Erde durchführten und es im Anschluss zu einem Atomkrieg auf der Erde kam. Seinerzeit war die Präsidentin der Vereinigten Staaten von Amerika in die Antarktis evakuiert worden, von wo aus sie in das Erdinnere ging.

## Handlung
2047, 29 Jahre nach dem Atomkrieg, ist die Erdoberfläche immer noch quasi unbewohnbar. Die letzten Menschen hatten sich seinerzeit auf die ehemalige Mondbasis der Nazis gerettet, wo mittlerweile eine hierarchisch gegliederte Gesellschaft entstanden ist. Während der Großteil der Menschen auf der immer schlechter mit Ressourcen versorgten Basis darben, hat sich die Führungsschicht einer sektenhaften Religion des „Jobsismus“, der Verehrung des Apple-Gründers Steve Jobs verschrieben.
Obi, Tochter der Kolonieführerin Renate, entdeckt, dass der ehemalige Mondnazi-Führer Wolfgang Kortzfleisch immer noch auf der Mondbasis lebt. Er enthüllt ihr, dass er ein reptiloider, nie alternder Außerirdischer (ein „Vril“) ist, der mit einer großen Raumschiffbesatzung zur Zeit der Dinosaurier auf der Erde gelandet ist. Die Außerirdischen hatten gezielt in Richtung der Entwicklung der Affen zu einer intelligenten Spezies mitgewirkt. In historischer Zeit nahmen einzelne Vrils ein menschliches Äußeres an und griffen als gewalttätige Führer in die Geschichte ein. Kortzfleisch selber habe sich im Zweiten Weltkrieg vor seinem auf der Erde verbliebenen, als Adolf Hitler aufgetretenen Bruder auf den Mond geflüchtet. Die Vrils wohnen im Inneren der hohlen Erde, in die sie sich nach dem Atomkrieg, den die Erdenbewohner um das Helium 3 der schon besiegten Mondnazis führten, wieder zurückgezogen haben, und leben dort von einer Energiequelle in Form eines heiligen Grals. Kortzfleisch will sich an seinem Bruder rächen, während für die am Rande der Existenz stehende Mondkolonie das Erdinnere als neuer Zufluchtsort interessant ist.
Als der russische Tüftler Sasha mit einem notdürftig hergerichteten, auf der Erde abgestürzten Mondnazi-Raumschiff auf der Mondbasis landet, ergibt sich die Möglichkeit, eine Reise zurück zur Erde zu unternehmen. Obi muss neben Sasha notgedrungen auch den gutmütigen, tumben Muskelprotz Malcolm und einige Jobsisten um Religionsführer Donald mitnehmen. Im Inneren der Erde treffen sie auf ein urzeitliches Paradies, das von den Vrils beherrscht wird. Während die Jobsisten von den Vrils gefressen werden, gelingt es Obi, den Gral zu rauben und mit Sasha und Malcolm zur Mondbasis zurückzukehren. Der Adolf-Hitler-Vril, der erfahren hat, dass sich sein verhasster Bruder Wolfgang auf den Mond geflüchtet hat, sucht daraufhin, auf einem Tyrannosaurus Rex namens Blondi reitend, die Mondbasis heim. Nach verschiedenen Verwicklungen sterben am Ende beide, und Obi und Sasha entdecken ihre Liebe zueinander.
In einer Post-Credit-Szene zoomt die Kamera bis zum Mars, auf dessen Rückseite eine Kolonie sichtbar wird, die überdimensional das Wappen der Sowjetunion trägt.

## Motive und Hintergrund
Im Film werden eine Vielzahl von religiösen, pseudoreligiösen und ikonenhaften Phänomenen zitiert und parodiert, darunter:
- der Gedanke einer überlegenen, im Inneren der Erde lebenden Vril-Gesellschaft, der von Edward Bulwer-Lytton in seinem Roman The Coming Race erdacht wurde, und dessen Ausformung zu einer mit dem Aufstieg der Nationalsozialisten verbundenen Verschwörungstheorie,
- der in der Scientology-Lehre enthaltenen Xenu-Mythos, nach dem die Menschheit ihre Existenz einer außerirdischen Intervention vor 75 Millionen Jahren verdankt,
- die kulthafte Verehrung von Steve Jobs und seiner rein weißen Apple-Ästhetik; auch der Apple-Werbespot 1984 wird persifliert,
- visuelle Zitate von Leonardo da Vincis Abendmahl-Gemälde und des quaderförmigen, schwarzen Monoliths aus Stanley Kubricks Film 2001: Odyssee im Weltraum.

## Kritiken
Der Film wurde von der Kritik in deutschsprachigen Medien weit überwiegend negativ aufgenommen.

„Dass dieser Film nur in wenigen Szenen Spass macht oder gar provoziert, liegt nicht nur an dramaturgischen Durststrecken oder dem trockenen Schauspiel. Der Nachfolger von «Iron Sky» bemüht sich verzweifelt darum, wirklich Trash zu sein, und bleibt genau in dieser Beflissenheit brav.“

„Herausgekommen ist dabei ein vielfach von zu vielen Köchen angerichteter D-Movie-Brei mit zu viel Geld, Explosionen, erwartbaren Burschenwitzen, einem Wagenrennen aus Ben Hur und wirklich, wirklich schlechten Schauspielern. Alles volle Absicht.“

„Eine geschmacklos-alberne und überdies viel zu zahme Science-Fiction-Parodie, in der sich eine abstruse Idee an die nächste reiht. Anspielungen aus der Popkultur verpuffen ohne Folgen. (1 von 5 Sternen)“

„Die wilde Collage von Ideen war den finnischen Machern von „Iron Sky“ immer schon angelegen. Sie kommen aus einer Welt, in der Memes wichtiger sind als ausgeklügelte Erzählungen. Eine aufgeblasene Welt wie die von „Star Wars“ bildet ein ideales Ziel für einen parodistischen Querschuss, der dann aber weit über die Sternensaga aus dem Hause Lucas hinausgeht, nämlich weltgesellschaftlich und universalhistorisch aufs Ganze.“

„Iron Sky: ‚The Coming Race‘ nimmt sich einerseits als Fantasy-Geschichte zu ernst, um mit voller Exploitation-Kraft aus seinen abstrusen Ideen zu schöpfen. Andererseits ist er so sinnlos, dass sich mit den Figuren natürlich nicht ernsthaft mitfiebern lässt. Als Satire mangelt es ihm an Haltung und als Genreparodie an Biss und Beobachtungsgabe. (1 von 5 Sternen)“